# Banatski ustanak
Banatski ustanak iz 1594. godine bio je jedan od tri najveća ustanka u srpskoj povijesti, i najveći ustanak prije Prvog srpskog ustanka.
Vođa ovog ustanka bio je Teodor Nestorović koji je predvodio Srbe u ustaničkom pokretu protiv turske vlasti u okolici banatskog mjesta Vršac, u sastavu Temišvarskog elajeta. Za pozadinu ovog ustanka uzima se razdoblje od zauzimanja Bihaća od Hasan-paše Predojevića i stvaranja Bihaćkog sandžaka 1592. godine, do privremenog zauzimanja Siska 1593. godine, što je bio uvod u Dugi (petnaestogodišnji) rat (1593. – 1606.)
Mjestimični uspjesi habsburške vojske, dali su poticaj Srbima u Banatu za podizanje ustanka. Ustanak je počeo sitnim napadima hajduka iz Erdelja. Kako je turska vojska bila zauzeta na sjeveru braneći Ostrogon (mađ. Esztergom), ustanici su osvojili Bečkerek, Bečej, Titel i Lipovu, te porazili nekoliko manjih turskih vojski. Ustanicima je tajno u pomoć pritekao i erdeljski knez Stjepan Báthory, ali nije mogao nagovoriti i svoju skupštinu staleža da se okrenu borbi protiv Turaka. Nakon poraza habsburške vojske na glavnoj bojišnici, vojske budimskog i temišvarskog paše uspjele su zajednički poraziti Srbe kod Bečkereka i konačno pokoriti Banat do kraja lipnja 1594. godine. Iz Banata je izbjegla većina Srba i u Erdelju su formirali novu episkopiju. Na nagovor turskih vlasti Srbi su se vratili na ovo područje, jer Osmanlijama nije odgovaralo da ovaj plodni kraj ostane pust. No, prema vođi ustanka, Teodoru Nestoroviću Osmanilje nisu bile milostive te su ga živog oderali.